# Werkstoffprüfer

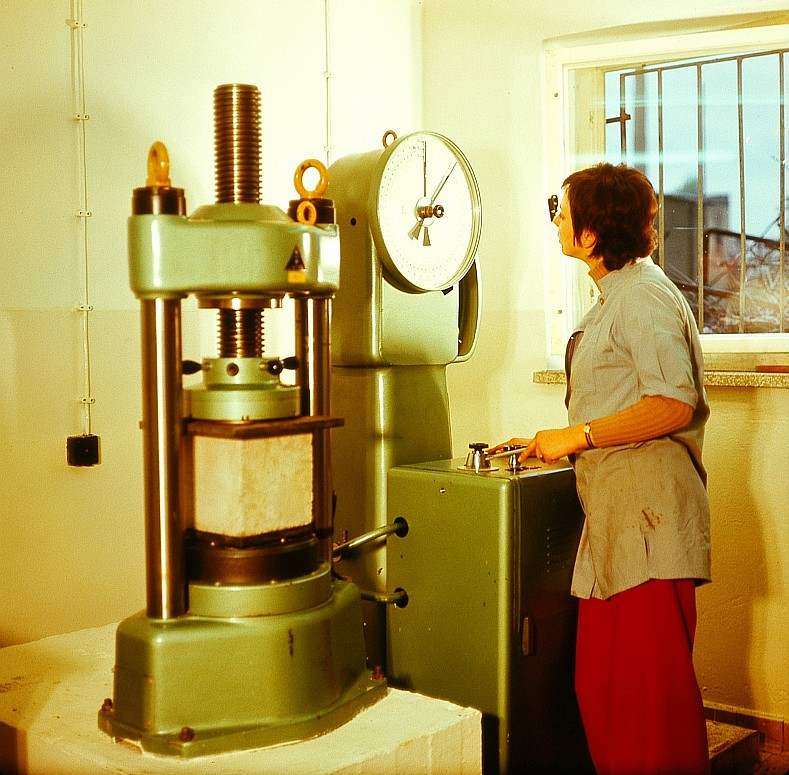
Werkstoffprüferin bei einer Druckprüfung in der DDR 1973

Werkstoffprüfer sind häufig in der Qualitätssicherung von Industrieunternehmen oder den Forschungsabteilungen von Instituten eingesetzt. Sie entnehmen Proben zur Qualitätskontrolle, teilweise bereits während des Produktionsprozesses, und bereiten sie für die Analyse vor. Sie untersuchen nicht nur den eigentlichen Werkstoff, sondern auch ganze Werkstücke und fertige Bauteile auf ihre spezifischen Eigenschaften, wie beispielsweise im Hinblick auf Beanspruchung durch Kräfte und Momente oder Korrosion. Ihnen obliegt ferner die Dokumentation der durch die Prüfungen erzielten Ergebnisse sowie die Pflege und Wartung der unterschiedlichsten Prüfeinrichtungen. Auch die Analyse von Schadensfällen fällt in ihr Aufgabenspektrum.

## Ausbildungsberuf in Deutschland
Werkstoffprüfer ist ein staatlich anerkannter Ausbildungsberuf gemäß Berufsbildungsgesetz (BBiG) und Verordnung über die Berufsausbildung zum Werkstoffprüfer/zur Werkstoffprüferin (WerkstoffAusbV). Das Berufsfeld des Werkstoffprüfers ist im Bereich der Laboratoriumstechnik mit den Schwerpunkten Physik und Chemie angesiedelt. Die Ausbildung zum Werkstoffprüfer  dauert in Deutschland regulär 3½ Jahre. Die Zwischen- und Abschlussprüfungen werden jeweils von der Industrie- und Handelskammer (IHK) vorgenommen.
Der Beruf verfügt über die 4 Schwerpunkte:
- Kunststofftechnik
- Metalltechnik
- Systemtechnik
- Wärmebehandlungstechnik

Werkstoffprüfer sind auf dem Gebiet Werkstofftechnik und insbesondere Werkstoffprüfung tätig, die sich in zerstörende und zerstörungsfreie Werkstoffprüfung (zfP) unterteilt, wobei letztere eine ganze Reihe von Zusatzqualifikationen bietet.
In der Materialprüfung existiert neben dem Beruf des Werkstoffprüfers der des Baustoffprüfers. Während zu den Werkstoffen beispielsweise die Metalle, Polymere und Keramiken zählen, ordnet man zum Beispiel Gestein, Beton und Bitumen den Baustoffen zu. In der Praxis überschneiden sich die Aufgaben von Werkstoff- und Baustoffprüfern gelegentlich.

## Lehrberuf in Österreich
In Österreich gibt es den zum Werkstoffprüfer äquivalenten Modullehrberuf Werkstofftechnik mit einer Lehrzeit von 3 bzw. 3,5 Jahren.
Die Ausbildung unterteilt sich in ein Grundmodul Werkstofftechnik (zweijährig) und ein Hauptmodul Werkstoffprüfung (einjährig). Darüber hinaus kann man die Ausbildung mit einem Spezialmodul Wärmebehandlung (halbjährig) erweitern.
Dauer der Lehrzeit:
- 3 Jahre: Grundmodul + Hauptmodul
- 3,5 Jahre: Grundmodul + Hauptmodul + Spezialmodul

## Lehrberuf in Liechtenstein
Obwohl sich die Berufsbildung in Liechtenstein stark an die Schweiz anlehnt, kann der Beruf Werkstofftechniker FZ nur in Liechtenstein, aber nicht in der Schweiz erlernt werden. Die theoretische Ausbildung erfolgt mit 10 Wochen Blockunterricht pro Jahr in Neunkirchen in Niederösterreich. Die Ausbildung dauert wie in Österreich 3 Jahre mit Hauptmodul Werkstoffprüfung und 3 ½ Jahre mit Hauptmodul Werkstoffprüfung und dem Spezialmodul Wärmebehandlung.